# Truth Crushed to Earth Shall Rise Again
Truth Crushed to Earth Shall Rise Again è il terzo ed ultimo album di studio del gruppo rap degli House of Pain, uscito nel 1996.

## Tracce
1. The Have Nots
2. Fed Up
3. What's That Smell
4. Heart Full of Sorrow (con Sadat X)
5. Earthquake
6. Shut the Door
7. Pass the Jinn
8. No Doubt
9. Choose Your Poison
10. X-Files
11. Fed Up (Remix) (con Guru)
12. Killa Rhyme Klik
13. While I'm Here